# Гальжбіївська сільська рада
| Гальжбіївська сільська рада — колишній орган місцевого самоврядування у Ямпільському районі Вінницької області з адміністративним центром у с. Гальжбіївка. Сільській раді були підпорядковані населені пункти: - с. Гальжбіївка - с. Біла - с. Оксанівка - с. Улянівка |

## Склад ради
Рада складалася з 16 депутатів та голови.

## Керівний склад сільської ради
| ПІБ                    | Основні відомості                                                                 | Дата обрання | Дата звільнення |
| ---------------------- | --------------------------------------------------------------------------------- | ------------ | --------------- |
| Собко Микола Макарович | Сільський голова, 1949 року народження, освіта, член Народно-демократичної партії | 26.03.2006   | 31.10.2010      |
| Собко Микола Макарович | Сільський голова, 1949 року народження, освіта вища, член Партії регіонів         | 31.10.2010   |                 |

Примітка: таблиця складена за даними джерела

## Населення
Згідно з переписом УРСР 1989 року чисельність наявного населення сільської ради становила 2696 осіб, з яких 1142 чоловіки та 1554 жінки.
За переписом населення України 2001 року в сільській раді мешкало 2439 осіб.

### Мова
Розподіл населення за рідною мовою за даними перепису 2001 року:
| Мова       | Відсоток |
| ---------- | -------- |
| українська | 97,76 %  |
| молдовська | 1,22 %   |
| російська  | 0,53 %   |
| білоруська | 0,20 %   |
| вірменська | 0,16 %   |